# Celeste (telenowela)
Celeste – argentyńska telenowela z 1991 roku.

## Informacje ogólne
Serial wyreżyserował Nicolás del Boca, a główne role zagrali Andrea del Boca i Gustavo Bermúdez. Scenariusz stworzyli Enrique Torres i José Nicolás na podstawie historii autorstwa Olgi Ruilópez. Była to kontrowersyjna jak na ówczesne czasy telenowela, poruszająca taką tematykę jak kazirodztwo, homoseksualizm, AIDS czy Satanizm. Serial zadebiutował na antenie Canal 13 w marcu 1991 i spotkał się z wysoką oglądalnością, wobec czego nakręcono później jego kontynuację pt. Celeste, siempre Celeste.
Celeste była dwukrotnie nominowana do nagrody Martín Fierro w kategorii „najlepsza telenowela”, za lata 1991 i 1992. Arturo Francisco Maly uzyskał nominację jako „najlepszy aktor drugoplanowy”, natomiast Dora Baret i Osvaldo Guidi wygrali w kategoriach „najlepsza aktorka drugoplanowa” i „najlepszy aktor drugoplanowy”.
We Włoszech telenowela była emitowana na kanale Rete 4 w latach 1992–1993 i cieszyła się dużą popularnością. W Polsce Celeste pierwotnie emitowała Polonia 1 w latach 1997–1998.

## Zarys fabuły
Serial opowiada o perypetiach młodej dziewczyny, Celeste, którą po śmierci matki opiekuje się przyjaciółka zmarłej, Aída. Celeste zatrudniona zostaje jako służąca w domu brata Aídy, Leandra, którego żona, Teresa, od początku okazuje jej niechęć. Dziewczyna zakochana jest we Franco, synu swego pracodawcy, i zachodzi z nim w ciążę. Wkrótce przypadkowo dowiaduje się, że Leandro jest jej ojcem. Przerażona myślą o popełnionym przypadkiem kazirodztwie, rozstaje się z ukochanym. W miarę rozwoju akcji na jaw wychodzą kolejne rodzinne tajemnice.

## Obsada
- Andrea del Boca jako Celeste
- Gustavo Bermúdez jako Franco
- Dora Baret jako Teresa
- Rodolfo Machado jako Leandro
- Adela Gleijer jako Aída
- Germán Palacios jako Enzo
- Patricia Castell jako Célica
- Érika Wallner jako Silvana
- Andrea Bonelli jako Laura
- Liliana Simoni jako Lila
- Roberto Antier jako Daniel
- Arturo Francisco Maly jako Bruno
- Osvaldo Guidi jako Sebastián
- Viviana Saccone jako Rita
- Hilda Bernard jako Amanda
- Graciela Pal jako Cachita